# Час Быка
«Час Быка́» — социально-философский научно-фантастический роман-антиутопия Ивана Антоновича Ефремова о путешествии людей из далёкого будущего, жителей коммунистической Земли, на планету Торманс на звездолёте «Тёмное Пламя», передвигавшемся в гиперпространстве, отправленном в космос планетой Земля с гуманитарной миссией. На Тормансе звездолётчики обнаруживают потомков людей, ранее бежавших с Земли и построивших закрытое тоталитарное общество.
Идею и философию романа автор изложил в эпиграфе: «Ди пхи юй чхоу — Земля рождена в час Быка (иначе — Демона, два часа ночи)».
Вместе с более ранними произведениями И. А. Ефремова: романом «Туманность Андромеды» (1956 год) и повестью «Cor Serpentis» (с лат. «Сердце Змеи» 1958 год), роман «Час Быка» образует трилогию.
События фантастического мира, происходящие в будущем планеты Земля, описанные в романе «Час Быка», происходят значительно позже, чем изложенные автором в предыдущих произведениях. Общих действующих персонажей нет, упоминаются (в качестве исторических личностей) персонажи «Туманности Андромеды» Рен Боз, Веда Конг, Эрг Ноор, Дар Ветер и Мвен Мас. Роман имеет самостоятельный сюжет, но в каюте Фай Ро́дис (руководительницы космической экспедиции землян на планету Торманс) находится «снимок» историка, исследователя прошедших эпох — Веды Конг, летящей на «платформе» над просторами степи.
Роман создавался на протяжении семи лет и был опубликован в 1968—1969 годах в журналах «Техника — молодёжи» и «Молодая гвардия».
Первое книжное издание последовало в 1970 году.
Роман посвящён последней жене писателя Таисии Иосифовне Ефремовой (Юхневской) (1929—2019).

## Сюжет
Произведение построено по схеме «рассказ в рассказе». Действие начинается на планете Земля, в далёком коммунистическом будущем, в Эру Встретившихся Рук (ЭВР) — период, когда появление сверхсветовых звездолётов Прямого Луча (ЗПЛ), перемещавшихся в гиперпространстве, позволило достигать далёких миров в относительно короткие сроки и устанавливать прямой контакт с их разумными обитателями. При этом в романе в ходе обучения на планете Земля юному (подрастающему) поколению в школе третьего цикла (где изучаются закономерности развития общества) объясняется, что общество в своём развитии обязательно должно перейти на высшую, коммунистическую фазу, либо погибнуть самоуничтожившись.
130 лет назад состоялась земная экспедиция на планету Торманс. Школьный учитель предлагает своим ученикам обсудить этот вопрос на отдельном занятии, которое проходит возле памятника участникам Звёздной Экспедиции (посвященному звездолёту «Тёмное Пламя» и его экипажу) на плоскогорье Реват (между Деканом и Индийским океаном). Ученики задают учителю истории вопросы о Тормансе — единственной известной им планете, где человечество не стало коммунистическим, но тем не менее выжило. Ученики просматривают материалы экспедиции и узнают, что происходило на планете Торманс больше века назад:
- звездолёт «Тёмное Пламя», построенный с использованием новой технологии «Прямого Луча», позволяющей мгновенно пронзить пространство, отправляется к удалённой звёздной системе;
- Торманс: одна из планет звёздной системы Рыси, как предполагается, была колонизирована землянами, бежавшими с Земли ещё в период очень далёкого общественного кризиса, возникшего в прошлом, на заре космической эры;
- за многие годы на планете Торманс сложилось олигархическое общественное устройство, противоположное коммунистическому обществу на Земле.

Роман рассказывает о сложных, зачастую трагических взаимоотношениях экипажа звездолёта «Тёмное Пламя» с жителями планеты Торманс, и о действиях землян по преодолению инфернального устройства общества планеты. В ходе пребывания на Тормансе земные звездолётчики взаимодействуют с местными жителями самого разного уровня: от правителей планеты, до представителей общественных низов.
Часть экипажа звездолёта землян гибнет:
— несколько землян — не дождавшись обещанной властями помощи, заблокированные бандой «осквернителей двух благ» в заброшенном районе планеты;
— руководитель экспедиции Фай Родис — совершает самоубийство, чтобы не попасть в плен в результате нападения, организованного двумя заместителями Чойо Чагаса и имевшего целью спровоцировать земной корабль на нанесение удара по Планете и её руководителю — Чойо Чагасу.
В ходе повествования возникает вопрос о возможности передачи силам сопротивления земного оружия «от бомбочек УБТ до лучевых пронизывателей», но члены экспедиции сочли это негуманным. Вместо летального оружия нарождающимся силам сопротивления передаётся компактное («миниатюризованное до предела, размером с пуговицу, в виде маленькой пряжки или женской серьги») нелетальное оружие, отключающее память о недавних событиях («Это ИКП — пульсационный ингибитор короткой памяти. На корабле сделают несколько десятков ИКП, но вы не должны пускать их в ход ранее, чем размножите в сотнях тысяч экземпляров») и компактные диссекторы психотипов ДПА, позволяющие выявлять стукачей.

Заместители Чойо Чагаса, устроившие заговор, погибают от рук боевиков подпольной организации «Серые Ангелы».
Инженер Таэль в низком поклоне приветствовал земных друзей и поднес к приемнику СДФ два стереоснимка. Без пояснений Вир Норина звездолетчики не узнали бы, кто эти сановники, сидевшие мертвыми в роскошных черных креслах, с искаженными от ужаса лицами. Страшные неизвлекаемые ножи Ян-Ях торчали из скрюченных тел. Ген Ши и Ка Луф понесли заслуженную кару, не дождавшись суда и следствия Чойо Чагаса, на котором они сумели бы вывернуться. Сотни рабски послушных людей запутали бы владыку нагромождением лжи. Но вмешались другие судьи — «Серые Ангелы», возобновившие свою деятельность с неслыханным могуществом.

— Наказаны смертельно еще двадцать главных виновников нападения, — с гневным торжеством сообщил инженер.
В конце романа астронавигатор Вир Но́рин добровольно остаётся на Тормансе, чтобы помогать силам сопротивления, имеющимся на планете. Остальные выжившие члены экипажа земного корабля с большим трудом возвращаются на Землю.
В финале романа говорится о том, что контакт с землянами всё-таки помог людям Торманса найти путь к совершенствованию общества. Спустя 130 лет звездолёт цивилизации Великого Кольца — цефеян, проходя неподалёку от Торманса, взял на борт послание для жителей Земли о том, что на планете Торманс создано «новое общество», и построен памятник земным звездолётчикам, а также о том, что на этой планете нет войны. Кроме того, вскоре на планету Тор-Ми-Осс (новое название Торманса) отправится ещё один звездолёт с планеты зелёного Солнца — одного из заселённых землянами миров.

### Главные концепции
- Шакти́/Тама́с — дихотомия обычного пространства и антимира, которая позволяет совершать межзвёздные перелёты.
- Инферно — природа как ад, средоточие зла для мыслящих, чувствующих существ.
- Стрела Аримана — свойство инфернальных обществ автоматически направлять зло на лучших и честнейших своих представителей.
- Коммунистическая Земля — общество свободных и ответственных людей, без денег и собственности, с всепланетными обсуждениями и прямым голосованием по всем вопросам, руководимое в каждой сфере деятельности Советами, состоящими из лучших и самых уважаемых специалистов.
- Великое Кольцо — сообщество цивилизаций, общающихся посредством посылки радиосообщений. Время, когда Земля вступила в сообщество, называется Эрой Великого Кольца, которая после открытия сверхсветовых путешествий сменилась Эрой Встретившихся Рук — эпохой физических контактов между отдельными цивилизациями.
- Охранные системы, предохраняющие высокоразвитое общество от инфернальных пережитков человеческой психики.
- Порог Синед Роба — ни одно низкое по морально-этическому уровню общество не может выйти в межзвёздный Космос, поскольку истребит себя своим собственным оружием, ещё находясь в пределах своей планеты или своей звёздной системы (имя учёного — анаграмма от «Денеш Габор»[источник не указан 669 дней]).
- Недопустимость существования цивилизаций, перекрывающих путь к знаниям для своих подданных:

«На это не имеет права ни одно государство, ни одна планета во вселенной. Священный долг каждого из нас — нарушать такое беспримерное угнетение. Кто смеет закрывать мыслящему существу путь к познанию мира? …Когда в Великом Кольце обнаруживают государство, закрывающее своим людям путь к знанию, то такое государство разрушают. Это единственный случай, дающий право на прямое вмешательство в дела чужой планеты… запрет познавать искусство, науки, жизнь других планет недопустим»

### Эры истории Человечества
На протяжении двух тысячелетий с XX века на Земле сменились:
- ЭРМ — Эра Разобщённого Мира;
- ЭМВ — Эра Мирового Воссоединения;
- ЭОТ — Эра Общего Труда;
- ЭВК — Эра Великого Кольца;
- ЭВР — Эра Встретившихся Рук.

## Мир Торманса
Идея планеты Торма́нс (Tormance) была заимствована из английского произведения Д. Линдсея «Путешествие к Арктуру» (1920), о чём говорится в тексте романа: «Примером такой реакции на действительность для нас стала сохранившаяся от этого периода небольшая книга Артура Линдсея о фантастическом путешествии на некую планету в системе звезды Арктур. Конечно, путешествие мыслилось духовно-мистическим. Ни о каких звездолетах техника того времени еще не могла и думать. На воображаемой планете происходило искупление грехов человечества. Мрачная, полная тоски жизнь, обрисованная автором, удивляет богатством фантазии. Планета называлась Торманс, что на забытом языке означало „мучение“».
Планета Торманс (в понимании экипажа звездолёта «Тёмное Пламя») в созвездии Рыси была колонизирована тремя звездолётами землян в самом конце Эры Разобщённого Мира, когда часть землян в связи со значительными социальными, медицинскими, экологическими и природными проблемами, а также угрозой глобального ядерного конфликта, покинула планету на примитивных звездолётах (после чего на Земле произошло Великое сражение, уничтожившее много материально-культурных достижений).

### Население
Этнически (по всей видимости) — люди, заселившие планету Торманс, состояли из европеоидов, родным языком которых был английский, и монголоидов (предположительно) — китайцев. В силу ряда случайностей произошло их перемещение на огромное расстояние от Земли — к звезде, случайно имевшей землеподобную планету. Колонизация Торманса повторяла заселение Америки европейцами. Изначально это была планета, богатая природными ресурсами, но когда население достигло 15 миллиардов, наступили 80 лет катастрофы Эпохи Голода и Убийств.
К моменту прилёта звездолёта «Тёмное Пламя» типичным ландшафтом планеты стали скудные возделанные поля, либо сухие степи. Люди жили в гигантских городах, главный город назывался — Средоточие Мудрости. На всей планете люди говорили на едином языке, представлявшем своеобразный синтез языков Восточной Азии и английского. Письменность была довольно сложной для землян системой знаков — идеограмм (иероглифов), при этом существовал упрощённый набор письменных знаков для повседневной жизни тормансиан; язык имел сложную фонетику, а смысл слов менялся, как в китайском языке при изменении интонации.

### Общественный строй
Демографический взрыв, а также ряд социально-экономических проблем (потребность в большом количестве низкоквалифицированной рабочей силы при общей перенаселённости и недостатке ресурсов) привели к экстраординарным мерам по контролю над народонаселением.
Жители планеты разделены на три основополагающих класса: «кжи» (краткожители), «джи» (долгожители) и «змееносцы» (правители). Руководство обществом осуществляется сановниками-«змееносцами» (с нашивками в виде змей). Представители этой прослойки имеют максимально возможные в тормансианском обществе материальные блага и живут столько, сколько удастся. Существуют также несколько вспомогательных и неофициальных классов: «лиловые» (гвардия охраны и стражи правопорядка), «осквернители» (банды изгоев из заброшенных городов, ненавидящие всех), «глаза владыки» (цензоры и осведомители), «Серые Ангелы» (подпольная организация сопротивления режиму).
Разделение по долготе жизни происходит ещё в детстве на основании результатов тестирования:
- «Кжи» не получают образования, работают только физически и обязаны умереть в Храме Нежной Смерти по наступлении 25-летнего возраста, либо по получении инвалидности. Есть отдельные группы, переживающие 30-летие — те, кто работают в сфере развлечений и занимаются пропагандой существующего устройства общества. Инвалиды отправляются на «нежную смерть» раньше срока. «Кжи» — источник быстро восполняемой рабочей силы, не создающий для общества дополнительной нагрузки в виде медицинского обслуживания или пенсионного обеспечения (большинство умирает рано и здоровыми).

- «Джи» — учёные, техники, люди искусства, представляющие ценность для общества благодаря своим знаниям и талантам, живут дольше (конкретный срок не обсуждается по тексту). В обществе Торманса существует и искусственно поддерживается антагонизм между этими двумя классами: «джи» и «кжи» презирают и ненавидят друг друга, они разделены и даже говорят по-разному.
- «Змееносцы» — государственные служащие разных уровней, как правило, силовых структур.

Общественное устройство на планете — олигархический строй. Абсолютная власть принадлежит Совету Четырёх. В момент прибытия землян в Совет Четырёх входили: Гентло Ши (Ген Ши), Зетрино Умрог (Зет Уг), Кандо Лелуф (Ка Луф) и его Председатель — Чойо́ Чага́с. Власть последнего безгранична: даже планета была переименована в честь его жены Янтре Яхах (Ян-Ях), при этом планета переименовывалась каждый раз именами других жён при их смене. Однако остальные члены Совета имеют свои собственные далеко идущие амбиции и готовы к схватке за власть.
Власть Совета Четырёх основывается на политике террора, периодически осуществляемой в отношении всех слоёв общества — от кжи до змееносцев. Тормансианский учёный Таэль поясняет начальнику земной экспедиции Фай Родис: «Никто не может устоять. То, что рассказывается в легендах о несгибаемых людях,— или ложь, или свидетельство недостаточного умения палачей… Они под пытками также сломаются, превратясь из человека в забитое, полумёртвое животное, исполняющее в полусне приказы». Следствием этого является отсутствие инициативы у руководящих органов и буквальное следование каждому пункту спускаемых сверху инструкций. Широко используются методики управления психикой людей, направленные на выявление оппозиционных режиму настроений; тренировки абсолютно послушных работников личной охраны членов Совета Четырёх.
В результате значительного сокращения населения в результате катастрофы «Эпохи Голода и Убийств», значительные области планеты оказались заброшены. В заброшенных городах обитают опустившиеся люди, оставившие общество и сплотившиеся в анархические банды («оскорбители двух благ»: долгой жизни и лёгкой смерти). Центральное правительство и региональные органы власти ведут против них борьбу: постоянную, но безуспешную по причине недостатка ресурсов.
Параллельно с обозначенными властными структурами на планете Торманс существует тайная организация сопротивления олигархической верхушке, именуемая Серыми Ангелами. Этимология этого названия обсуждается в главе XI, концепция почерпнута из религиозного течения манихейства, которое помимо ангелов Божьих и дьявола вводит понятие промежуточных серых сил. Манихейство обсуждается по ходу повествования весьма кратко.

### Культура
На планете Торманс культура представлена, в основном, мероприятиями, оглупляющими население. Дебилизация общества возведена в ранг приоритета: систематически демонстрируются фильмы на тему о геройском прошлом с культом драчливости и половой распущенности.
Яростные драки, скачки, убийства чередовались с удивительно плоским и убогим показом духовной жизни. Повсюду и всегда торжествовали молодые мужчины, наделённые качествами, особенно ценными в этом воображаемом мире развлекательных иллюзий. Драчливость, сила, быстрая реакция, умение стрелять из примитивного оружия в виде трубки, из которой силой расширения газов выталкивался увесистый кусочек металла. 

## Персонажи
Список персонажей приводит сам автор:
- Фай Ро́дис — начальник экспедиции, историк, самая красивая женщина, обладающая мощными парапсихологическими способностями;
- Гриф Рифт — командир звездолёта, инженер аннигиляционных устройств;
- Вир Но́рин — астронавигатор;
- Ме́нта Кор — астронавигатор;
- Див Си́мбел — инженер-пилот;
- Гэн Ата́л — инженер броневой защиты;
- Не́я Хо́лли — инженер биологической защиты;
- Соль Са́ин — инженер вычислительных установок;
- О́лла Дез — инженер связи и съёмки;
- Эви́за Та́нет — врач;
- Тиви́са Хена́ко — биолог;
- Че́ди Да́ан — социолог-лингвист, антрополог*;
- Тор Лик — астрофизик и планетолог.

- Чойо́ Чага́с — председатель Совета Четырёх, Владыка планеты;
- Гентло Ши (Ген Ши), Зетрино Умрог (Зет Уг), Кандо Лелуф (Ка Луф) — его заместители, члены Совета Четырёх;
- Янтре́ Яха́х (Ян-Ях) — жена Чойо Чагаса;
- Эр Во-Биа́ — любовница Чагаса;
- Хонтээ́ло Толло́ Фраэ́ль (Таэ́ль) — инженер информации;
- Ян Гао́-Юа́р (Янга́р) — начальник «лиловых»;
- Сю Ан-Те (Сю-Те) — девушка Торманса, возлюбленная Вир Норина;
- Гзер Бу-Ям — предводитель «кжи».

- Цасо́р — «кжи», вместе с которой жила Че́ди Да́ан;
- Ри Бур-Тин (Ритин) — скульптор, член подпольной организации;
- Гах Ду-Ден (Гахден) — архитектор;
- Шот Ка-Шек (Шотшек) — «кжи», пытавшийся убить Чеди Даан;
- Чадмо́ Сонте́ Тазто́т — учёный-скептик, посетивший лекцию землян.

## Название
Словосочетание «час быка» встречается в научно-популярной книге И. А. Ефремова «Дорога ветров», посвящённой экспедициям в Монголию:

Было самое глухое время — «час быка» (два часа ночи) — власти злых духов и чёрного (злого) шаманства, по старинным монгольским суевериям.

Словосочетание звучит и в эпиграфе, который представляет собой цитату из китайско-русского словаря епископа Иннокентия 1909 года: «Ди пхи юй чхоу — Земля рождена в час Быка (иначе Демона, два часа ночи)». Бык у Ефремова символизирует маскулинное насилие, быков побеждают его герои: критская девушка в повести «На краю Ойкумены», Дар Ветер в «Туманности Андромеды». По поводу самих «быков» И. А. Ефремов пишет следующее («Туманность Андромеды»):
«Бык» — это сильный и энергичный, но совершенно безжалостный к чужим страданиям и переживаниям человек, думающий только об удовлетворении своих потребностей. Страдания, раздоры и несчастья в далёком прошлом человечества всегда усугублялись именно такими людьми, провозглашавшими себя в разных обличьях единственно знающими истину, считавшими себя вправе подавлять все несогласные с ними мнения, искоренять иные образы мышления и жизни. С тех пор человечество избегало малейшего признака абсолютности во мнениях, желаниях и вкусах и стало более всего опасаться «быков». Это они, «быки», не думая о нерушимых законах экономики, о будущем, жили только настоящим моментом.
Название планеты: «Торманс» Ефремов, предположительно, взял из романа Дэвида Линдсея «Путешествие к Арктуру». Последняя глава названа «Кораблю — взлёт!» — эта фраза была одним из любимых изречений Ефремова.

## История создания и публикации
Роман задумывался в начале 1960-х годов как небольшая повесть «Долгая заря», анонсированная в журнале «Техника — молодёжи» в 1964 году. Однако публикация не состоялась, а повесть переросла в роман. Впервые замысел упоминается в переписке в апреле 1961 года, а в июне писатель представил краткую аннотацию романа в письме к Дмитревскому. Существует мнение, что автор несколько раз пересматривал и корректировал свой замысел (название планеты появилось только в августе 1966 года) и в общей сложности работал над романом семь лет, будучи тяжело больным; на эти годы пришлись такие события, как полёт Гагарина, Новочеркасский расстрел, Карибский кризис, смещение Хрущёва, «культурная революция» в Китае и появление движения диссидентов в СССР.
Роман был написан в 1965—1968 годах, черновая редакция относится к концу марта 1968 года, а окончательная — к маю того же года. Предисловие от автора было написано в августе 1968 года. Сокращённый журнальный вариант был впервые напечатан в:
- журнале «Техника — молодёжи» (1968 г., №: 10-12; 1969 г. №: 1-7, с рисунками А. Побединского);
- журнале «Молодая гвардия» (1969 г., № 1—4);
- газете «Молодёжь Грузии» от 05.04.1969 г. (отрывок).

Как отмечал в своей записке партийному руководству Е. М. Тяжельников, он получил положительную оценку в газетах «Правда», «Литературная газета», «Литературная Россия»
Затем, спустя год (в июле 1970 года), в издательстве «Молодая гвардия» вышло первое книжное издание романа (с изменениями и дополнениями), тиражом 200 тыс. экземпляров. В 1971 году заместитель заведующего отделом культуры ЦК Зоя Туманова и завсектором этого отдела Альберт Беляев отмечали, что роман «получил в нашей печати положительную оценку. В статье В. Дмитриевского „За горизонтами времени“ („Правда“, 31 июля 1970 года) роман „Час Быка“ отнесен к числу значительных произведений последнего времени. В рецензиях на роман, напечатанных в журнале „Огонек“, „Литературной газете“, еженедельнике „Литературная Россия“, отмечалось, что новое произведение И. Ефремова пронизано пафосом утверждения коммунистических идеалов, историческим оптимизмом. Вместе с тем в статьях и рецензиях указывалось на конкретные недостатки, содержащиеся в романе».
И. А. Ефремов предвидел скандал вокруг «Часа Быка», однако пытался, и в целом успешно, смягчить его последствия, максимально затруднить работу доносчикам и идеологам. Он советовал Дмитревскому отменить обсуждение романа в Союзе писателей до его публикации и категорически отрицал любые параллели или сравнения с современной реальностью. Роман позиционировался автором как антимаоистский. На антикитайскую или антимаоистскую интерпретацию указывали одежда и внешний вид тормансиан в рисунках А. Побединского к журнальному изданию. Проблемы начались «снизу»: в ЦК КПСС поступали «сигналы» от «бдительных» граждан, заметивших в книге идеологические ошибки — как, например, детальный философский разбор книги, возможно, выполненный коллективом авторов.

Полная версия романа вызвала гнев у председателя КГБ Ю. В. Андропова, который 28 сентября 1970 года сообщил в ЦК КПСС:
«В романе „Час Быка“ ЕФРЕМОВ под видом критики общественного строя на фантастической планете Торманс, по существу, клевещет на советскую действительность, поскольку, как сам он признаётся в предисловии, книга „…говорит о путях развития грядущего коммунистического общества“.
Содержание критических суждений автора отражают следующие выдержки: „…планета населена нашими же людьми, потомками землян, и все процессы её развития аналогичны нашим…“
„…раз нет выхода для нижних слоёв пирамиды (подразумевая общественный строй). Она должна быть разрушена!.. Устранение верхушки ничего не решает: на месте убранных сейчас же возникнет новая вершина из нижележащего слоя. У пирамиды надо развалить основание… Кстати, это давняя методика всех подлинных революций. Приспеет время, и пирамида рухнет, но только когда внизу накопятся силы, способные на организацию иного общества…“
„…под масками новых общественных форм затаилась та же, прежняя капиталистическая сущность угнетения, подавления, эксплуатации, умело прикрытая научно разработанными методами пропаганды, внушения, создания пустых иллюзий“.
(Цитируется по журналам „Молодая гвардия“)
О направленности романа свидетельствуют и отклики отдельных читателей: „Вы затронули проблемы, которые волнуют сегодня всех честных и мыслящих людей. И прежде всего тех, которые остро страдают от несовершенства сегодняшнего уклада жизни…“
„Как они её напечатали! Что они, ничего не понимают? Это же всё человек пишет о нашей советской действительности. Причём ничего не страшась“.
Сам ЕФРЕМОВ, по оперативным данным, так оценивает своё произведение: „Ярая книга! Пропитана яростью, которая накопилась у нас. Это удивительно! Я их понять никак не могу. Они рубят сук, на котором сидят…“
В настоящее время роман „Час Быка“ продается на чёрном рынке за цену, в 10 раз превышающую официальную стоимость.

Сообщается в порядке информации».
Андропов вынес этот вопрос на заседании Секретариата ЦК КПСС (12 ноября 1970 года). Ефремов в письме к секретарю ЦК КПСС по П. Н. Демичеву от 20 ноября 1970 года защищал роман и заявил, что имел в виду критику маоизма, извращавшего коммунистическую идею; к письму прилагался авторский экземпляр романа. Обращение возымело эффект: Демичев принял Ефремова, подробности встречи известны из воспоминаний вдовы писателя. По словам Т. И. Ефремовой, встреча прошла в доброжелательной атмосфере, писатель и идеолог нашли взаимопонимание. Демичев лично прочёл роман, его не устраивала коллегиальность власти на планете Торманс, он советовал подчеркнуть единовластие. По результатам беседы Ефремов оптимистично писал Дмитревскому, что роман можно «пропагандировать», поскольку «нападение отведено самыми высокими инстанциями». Отдел культуры ЦК прокомментировал встречу: «Писатель И. А. Ефремов…выражает несогласие с некоторыми критическими оценками его научно-фантастического романа „Час Быка“…ему даны необходимые разъяснения…И. А. Ефремов беседой удовлетворён». Тон официальных постановлений был благожелательным.
В результате Ефремова, как всемирно известного писателя и внешне лояльного, решили не трогать, однако в постановлении отметили, что некоторые места в тексте романа допускают «двусмысленные толкования». Роман после смерти автора был запрещён к переизданиям, А. В. Никонов был снят с поста главного редактора журнала «Молодая гвардия» и переведен в журнал «Вокруг света», два его заместителя были уволены (формулировка ― за публикации «националистического характера») 
. Запрету способствовали чисто коммерческие обстоятельства (в записке Андропова отмечалось, что на «чёрном рынке» роман продаётся в 10 раз дороже официальной цены) и внимание к книге со стороны эмигрантской критики. «Час Быка» не переиздавался до 1988 года, запрет распространялся на упоминание, хотя из библиотек книга, скорее всего, систематически не изымалась.
В начале кампании гласности, после почти 18-летнего периода замалчивания, роман (в авторском дополненном варианте) вышел в 1988 году: в издательстве Московского полиграфического института и Волго-Вятском книжном издательстве.
Собрание сочинений И.А. Ефремова, вышедшее в 1986—1989 годах, было дополнено «Часом Быка» и другими произведениями, так, что пятый том «разросся» до трёх книг. Роман неоднократно издавался в конце 1980-х — 1990-х годов.
Роман переведён на болгарский (1970 г.), чешский (1973 г.), французский (1979 г.), украинский (дважды: 1990 г.; 1991 г), польский (2015 г.) языки.

## Проблематика
Иван Антонович Ефремов говорил, что роман возник из желания поспорить с авторами антиутопий:

Я обнаружил тенденцию в нашей научной фантастике (не говорю уже о зарубежной!) — рассматривать будущее в мрачных красках грядущих катастроф, неудач и неожиданностей, преимущественно неприятных. 
 Конечно, и о трудностях, о неудачах, даже о возможных катастрофах надо писать. Но при этом писатель обязан показать выход из грозных ловушек, которые будущее готовит для человечества. А у авторов «антиутопий» выхода-то никакого нет. Всё или фатально, или подчинено прорвавшимся диким, животным инстинктам человека.

Тема демографического коллапса в контексте постапокалипсиса была новаторской для советской фантастики. Аналогичные западные романы ― «Подвиньтесь! Подвиньтесь!» Г. Гаррисона и «Всем стоять на Занзибаре» Д. Браннера ― вышли примерно в то же время, поэтому писатель находился в глобальном тренде, хотя, возможно, использовал наработки из произведений зарубежных авторов: постъядерный мир из романа Уолтера Миллера («Гимн Лейбовичу»), возрастная эвтаназия из произведений Роберта Крейна («Пурпурные поля») и Ричарда Матесона («Тест») и др. Кульминационная сцена романа, по мнению В. Терёхина, открыто полемизирует с концовкой повести «Трудно быть богом» братьев Стругацких ― перед своей гибелью Фай Родис умоляет командира корабля не мстить, не сеять на Тормансе насилие, «ненависть и ужас».
«Часом Быка» автор называет XX век ― конец Эры Разобщённого Мира ― одну из худших эпох в человеческой истории. Вопрос о референции тормансианского общества вызвал много споров, критики часто следовали объяснению в тексте, где близко связывались «муравьиный лжесоциализм» и «государственный монополистический капитализм»: в обоих случаях «конечным результатом была бесчеловечная олигархия с многоступенчатой иерархической лестницей». В предисловии Ефремов выразился более жёстко, написав о «гангстерском фашиствующем монополизме». Как полагает Сергеев, вопрос о прототипе планеты Торманс связан с трактовкой взглядов Ефремова: в зависимости от ответа его можно считать либо сторонником советской модели социализма и идеи коммунизма, либо критиком советского общества, либо говорить об эволюции его позиции, которая к моменту публикации романа не соответствовала официальной идеологии.
Общество в романе рассматривается как сочетающее худшие черты советского социализма и западного капитализма. Согласно Д. Быкову, основная идея романа в том, что коммунизм и капитализм не исключают, а дополняют друг друга ― выбор между ними ложен, поскольку оба пути могут привести к инферно. Д. Володихин отмечает общую критику тупиков мегаполисной культуры. Помимо глобальных проблем демографии и экологии, «Час Быка» содержит множество аллюзий на историю России ― революцию, Гражданскую войну, сталинизм, оттепель и постоттепель. Часто используемый автором термин «олигархия», по мнению С. Сергеева, скорее отсылает к партийной борьбе в 1920-е годы, «государственный капитализм» тоже указывает на СССР ― на планете, по-видимому, нет частной собственности и конкуренции, предприятиями руководят «змееносцы» ― чиновники высшего звена и т. д. В романе цитируются Маяковский, Брюсов, Волошин, Бунин и неоднократно ― фактически запрещённый тогда Н. Гумилёв; исполняется «Молитва о пуле», написанная неизвестным офицером Российской армии в 1917 году. Описание демографической катастрофы, по мнению С. Сергеева, отсылает к огромным людским потерям СССР в ходе катаклизмов первой половины XX века. Торманс имеет ряд черт советского общества, включая нравы и повседневность: бытовое хамство, грубость и невоспитанность; цензуру, неразвитость общественных наук и переписывание истории: абсурдные переименования в честь властителей, их безудержное восхваление; коррупцию, репрессии и пытки. К дискурсу «оттепели» отсылают отождествление мещанина и номенклатурного чиновника (редкое явление в литературе того времени), дискуссионный клуб в местном научном институте и др.. Всеволод Ревич писал в книге «Перекрёсток утопий»:

…хотел того автор или не хотел, всё, что творилось на Тормансе, с неотвратимостью проецировалось на нашу страну. Ефремов даже заглянул вперёд — в книге просматриваются ассоциации с временами застоя и — как его следствия — нынешнего беспредела.

В романе «Час Быка» Ефремов обобщает свои взгляды. Согласно концепции инферно, развитие жизни и социума на Земле представляют собой ад — «страшный путь горя и смерти», который может длиться вечно; цена эволюции ― мириады погибших существ. С развитием организмов страдания возрастают — человек страдает и душой, и телом. Инферно включает биологический (естественный отбор), психический (первобытные инстинкты), социальный (война всех против всех) и политический (самоизоляция диктаторских режимов) уровни. Крайняя тенденция инфернальности — Стрела Аримана, всеобщий закон усреднения, который способствует распространению зла, уничтожению прекрасного и возвращению на низшие уровни ада. Круговорот зла в природе воплощает образ змеи, вцепившейся в свой хвост ― в этом «величайшая загадка жизни и её бессмысленность», поскольку всё живое обречено на гибель. Как полагает С. Сергеев, концепция соединяет буддистскую этику (тезис о страданиях и смерти всего живого) и эволюционную биологию. Как отмечал Геллер, это не просто метафизика, а теодицея в широком смысле, рассмотрение вопроса о природе зла. На протяжении истории «невежеству и жестокости» инферно противостоят «золотые нити чистой любви, совести, благодатного сострадания, помощи и самоотверженных поисков». Выход из инферно ― создание «могучего бесклассового общества из сильных, здоровых и умных людей», через отказ от искусственных социальных барьеров и привилегий, значительное увеличение расходов на образование и медицину.
В романе герои часто ссылаются на «философа и историка пятого периода ЭРМ» Эрфа Рома, имя которого исследователи-любители считали слегка завуалированным именем мыслителя-фрейдомарксиста Эриха Фромма, так же это созвучно имени самого Ивана Ефремова, о чём существует свидетельство его вдовы.

## Комментарии
1. ↑  Демичев в ЦК курировал вопросы культуры.
2. ↑  Не исключено, что главной мишенью были не роман Ефремова, а именно Никонов и редколлегия «Молодой гвардии», связанные с движением сторонников русского национализма и шелепинской группой[19].